# 穆瓦特龙
穆瓦特龙（法語：Moitron，法語發音：[mwatʁɔ̃]）是法国科多尔省的一个市镇，位于该省北部，属于蒙巴尔区。

## 地理
穆瓦特龙（47°40'36"N, 4°49'16"E）面积15.38 平方千米，位于法国勃艮第-弗朗什-孔泰大區科多尔省，该省份为法国中东部省份，北起奥布省，西接涅夫勒省和约讷省，南至索恩-卢瓦尔省，东南接汝拉省，东临上索恩省，东北部与上马恩省接壤。
与穆瓦特龙接壤的市镇（或旧市镇、城区）包括：蒙穆瓦延、圣布鲁万莱穆瓦讷、艾涅勒迪克、埃塔朗特、米诺。
穆瓦特龙的时区为UTC+01:00、UTC+02:00（夏令时）。

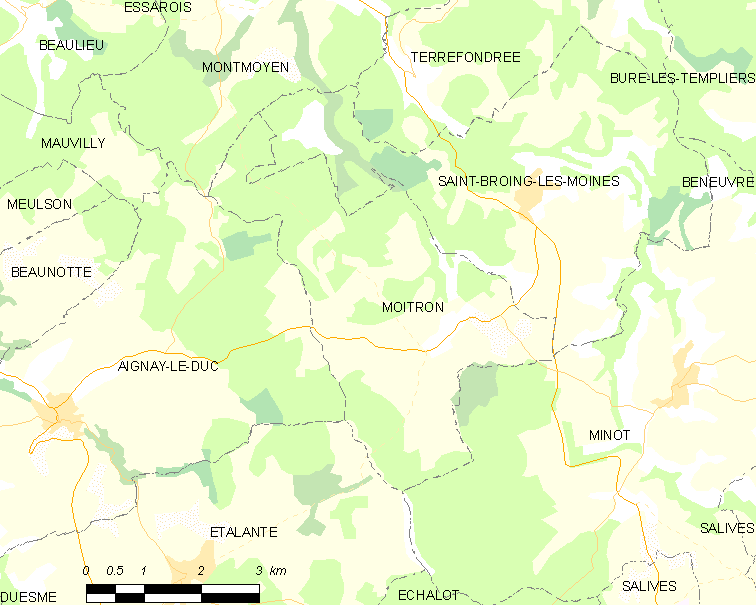
穆瓦特龙的OSM定位图

## 行政
穆瓦特龙的邮政编码为21510，INSEE市镇编码为21418。

## 政治
穆瓦特龙所属的省级选区为塞纳河畔沙蒂永县。

## 交通
科多尔省省道D954线经过其市中心。

## 人口

1962-2008年间穆瓦特龙人口变化图示

穆瓦特龙于2022年1月1日时的人口数量为55人。